# Милорадово (Котелевский район)
Милорадово (укр. Милорадове) — село,
Великорублевский сельский совет,
Полтавский район,
Полтавская область,
Украина.
Код КОАТУУ — 5322283001. Население по переписи 2001 года составляло 809 человек.
До 2020 года являлся административным центром Милорадовского сельского совета, в который, кроме того, входили сёла
Боровское,
Глобовка,
Зайцы-Вторые,
Ковжижа,
Лабуревка,
Матвеевка,
Назаренки и
Чоботари. В 2020 году вошли в Великорублевскую сельскую территориальную громаду.

## Географическое положение
Село Милорадово находится на левом берегу пересыхающей реки Ковжижа,
выше по течению примыкает село Ковжижа,
ниже по течению на расстоянии в 1 км расположено село Глобовка,
на противоположном берегу — село Чоботари.
Через село проходит автомобильная дорога Т-1707.

## История
На дне села 24 августа 2015 года сказано что селу 199 лет, значит образование села 1816 год
Село указано на специальной карте Западной части России Шуберта 1826-1840 годов как хутор Милорадовича

## Экономика
- «Заря», ООО; "Экстренная юридическая помощь", ООО.

## Объекты социальной сферы
- Школа.

## Известные уроженцы и жители
- Тесленко, Лука Иванович (1916—?) — украинский советский общественный деятель.